# Shu-bi-dua 7
Shu-bi-dua 7 er navnet på Shu-bi-duas syvende album, som udkom på LP den 1. december 1980 og senere blev genudgivet på CD i 1990. Albummet blev på ny genudgivet i remasteret version på CD, LP og som download i 2010 under navnet "Deluxe udgave".
I løbet af de første toenhalvmåned havde albummet solgt 230.000 eksemplarer., hvilket på det tidspunkt var bandets største salgssucces. Samtidig blev dette album også det sidste album hvor Bosse Hall Christensen og Jens Tage Nielsen medvirkede på, for kort efter udgivelsen af albummet opstod der en krise i bandet, som endte med at Bosse og Jens Tage blev smidt ud af gruppen.

## Spor
| #   | Titel                                            | Længde |
| --- | ------------------------------------------------ | ------ |
| 1.  | "Minus til plus"                                 | 3:40   |
| 2.  | "Coffee Ville"                                   | 3:12   |
| 3.  | "Advokatens vise"                                | 1:47   |
| 4.  | "Stjernefart"                                    | 2:43   |
| 5.  | "Krig og fred"                                   | 3:41   |
| 6.  | "I østen stiger Olsen op"                        | 2:21   |
| 7.  | "Midsommersangen"                                | 4:34   |
| 8.  | "Klodekundskab"                                  | 2:52   |
| 9.  | "Sorgenfri"                                      | 3:44   |
| 10. | "Rosita"                                         | 2:45   |
| 11. | "Den himmelblå"                                  | 3:15   |
| 12. | "Krig og fred" (live i Stockholm, bonus)         | 3:39   |
| 13. | "Coffeeville" (live i Stockholm, bonus)          | 3:05   |
| 14. | "I østen stiger Olsen op" (demoversion, bonus)   | 2:13   |
| 15. | "Den himmelblå" (demoversion, bonus)             | 3:59   |
| 16. | "Bundesen & Hardinger – Om Shu-bi-dua 7" (bonus) | 3:07   |

Spor 12-15 er bonusnumre, som kun findes på de remastered cd- og downloadudgaver fra 2010, og spor 16 findes kun hos enkelte downloadforretninger.
Alle titler og sporlængder er taget fra 2010-downloadudgaverne.

## Hitlister
| Hitliste (1997)             | Højeste placering |
| --------------------------- | ----------------- |
| Sverige (Sverigetopplistan) | 39                |